# Halayla
 (хебр. הלילה; у преводу Вечерас) песма је на хебрејском језику која је у извођењу групе Hakol Over Habibi поредстављала Израел на Песми Евровизије 1981. у Даблину. Било је то осмо по реду учешће Израела на том такмичењу. Аутори песме су Шуки Леви који је написао музику и Шломит Ахарон и Јувал Дор који су написали текст на хебрејском језику. Накнадно су снимљене и верзије на енглеском и француском језику.
Током финалне вечери Евросонга која је одржана 4. априла у Даблину, израелска песма је изведена 5. по реду, а оркестром је током наступа уживо дириговао Елдад Шрим. Након гласања чланова стручног жирија из свих земаља учесница, израелски представници су са укупно 56 бодова заузели седмо место.

## Поени у финалу
| 12 поена    | 10 поена                                       | 8 поена             | 7 поена           | 6 поена |
| ----------- | ---------------------------------------------- | ------------------- | ----------------- | ------- |
| —           | —                                              | Аустрија · Норвешка | Холандија · Ирска | Финска  |
| 5 поена     | 4 поена                                        | 3 поена             | 2 поена           | 1 поен  |
| Португалија | Луксембург · Уједињено Краљевство · Швајцарска | Шведска             | —                 | —       |